# Страшна прича о играчкама
Страшна прича о играчкама (енгл. Toy Story of Terror!) је 21-минутни рачунарски анимирани телевизијски специјал за Ноћ вештица који су продуцирали Pixar Animation Studios и Disney Television Animation, чији је издавач Walt Disney Pictures, базиран на Disney Pixar филмовима Прича о играчкама. Постављен је након догађаја из филма Прича о играчкама 3 и премијерно је приказан 16. октобра 2013. године на америчкој телевизијској мрежи ABC. Писац и режисер је Ангус Маклејн, продуцирао Гери Сузман, са главним улогама које тумаче Том Хенкс, Тим Ален, Џоун Кјузак, Дон Риклс, Волас Шон, Тимоти Далтон и Кристен Шал као Вуди, Баз Светлосни, Џеси, господин Кромпироглави, Рекс, Барон Бодигаћа и Трикси са Карлом Ведерсом као Борбени Карл и Стивеном Тоболовским као менаџер мотела. Композитор специјала је Мајкл Џакино. Саундтрек филма је издат 15. октобра 2013. године на дигиталним форматима Amazon.com и iTunes.
Специјал прати играчке на путовању, када пукнута гума доводи Бони и њену мајку да проведу ноћ у мотелу поред пута. Након што господин Кромпироглави нестане, други почињу да га траже, али налазе се ухваћени у мистериозни низ догађаја који их воде ка великој завери.
У Србији је специјал приказан 15. децембра 2017. године на стриминг услузи HBO Go, синхронизована на српски језик. Синхронизацију је радио студио Ливада Београд и продукцију Ливада продукција.

## Улоге
| Улога                  | Оригинални глас   | Српски глас        |
| ---------------------- | ----------------- | ------------------ |
| Вуди                   | Том Хенкс         | Гордан Кичић       |
| Баз Светлосни          | Тим Ален          | Драгољуб Љубичић   |
| Џеси                   | Џоун Кјузак       | Наташа Марковић    |
| Борбени Карл           | Карл Ведерс       | Борис Пинговић     |
| Борбени Карл, јуниор   | Карл Ведерс       | Борис Пинговић     |
| менаџер Рон            | Стивен Тоболовски | Бранислав Зеремски |
| Барон Бодигаћа         | Тимоти Далтон     | Бранислав Платиша  |
| Рекс                   | Волас Шон         | Милан Тубић        |
| господин Кромпироглави | Дон Риклс         | Бранислав Платиша  |
| Трикси                 | Кристен Шал       | Милена Моравчевић  |
| ПЕЗ маца               | Кејт Макинон      | Јелена Петровић    |
| Бонина мама            | Лори Алан         | Јана Маричић       |
| Транзитрон             | Питер Сон         | Марко Мисирача     |
| Бони                   | Емили Хан         | Дарија Врачевић    |
| Курирка                | Дон Луис          | Сара Миловановић   |
| момак из шлеп службе   | Џејсон Тополоски  | Даниел Богдановић  |
| Џепко                  | Кен Марино        | Миле Новаковић     |
| Матори                 | Кристијан Роман   | Срђан Чолић        |
| Џетси                  | Ларејн Њуман      | Сара Миловановић   |